# Johan Christian Dahl
 (août 2019).
Si vous disposez d'ouvrages ou d'articles de référence ou si vous connaissez des sites web de qualité traitant du thème abordé ici, merci de compléter l'article en donnant les références utiles à sa vérifiabilité et en les liant à la section « Notes et références ».
Pour les articles homonymes, voir Dahl.
Johan Christian Dahl (ou J. C. Dahl), né le 24 février 1788 à Bergen et mort le 14 octobre 1857 à Dresde, est un peintre paysagiste norvégien.

## Biographie

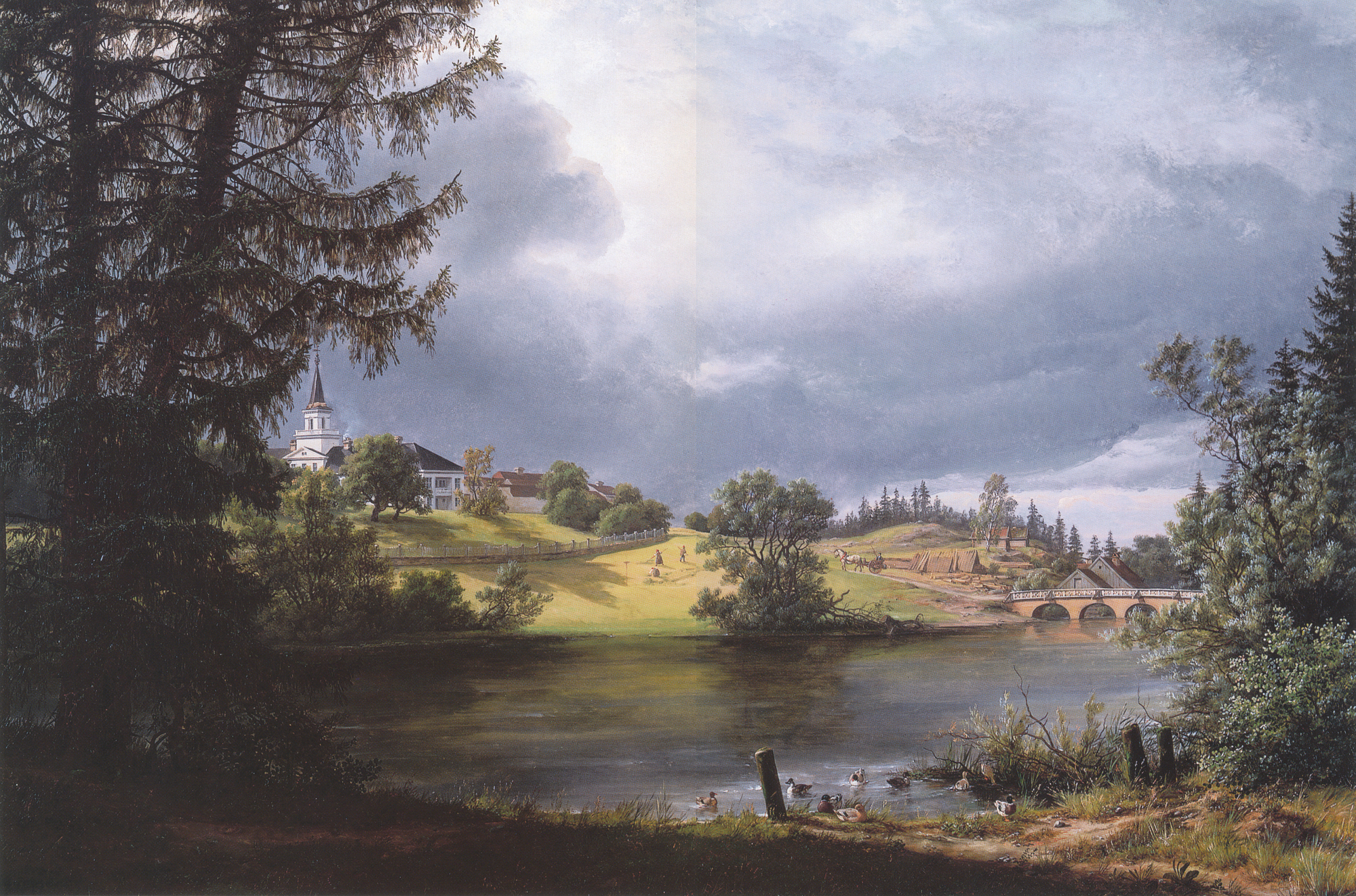
Frogner Manor, Oslo (1842)

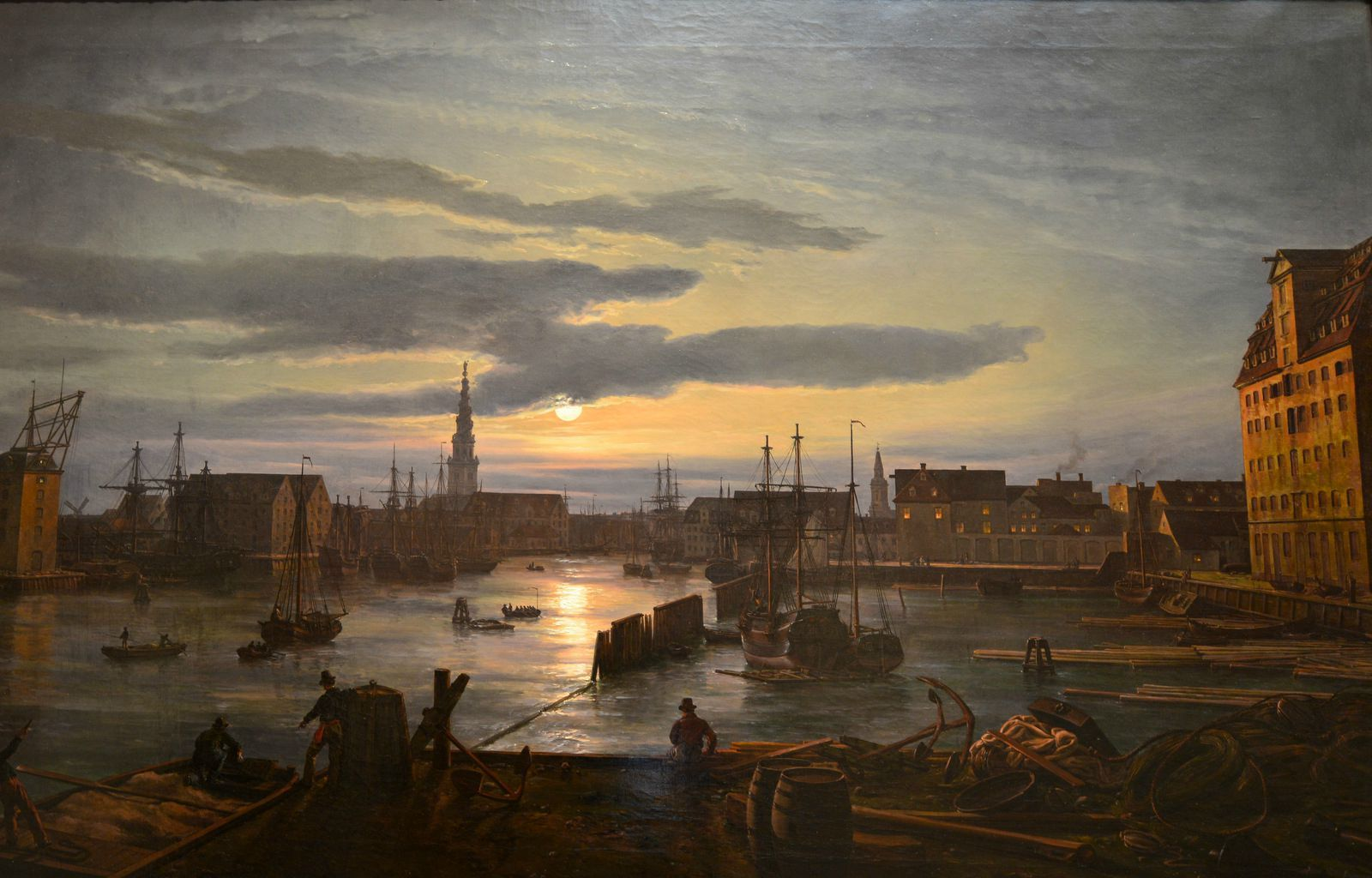
Le Port de Copenhague au crépuscule (1846), Metropolitan Museum of Art, New York

Johan Christian Claussen Dahl vient d'un milieu simple : son père est un pêcheur modeste de Bergen, en Norvège.
Enfant, Dahl étudie à la cathédrale de Bergen pour devenir prêtre, mais ses capacités artistique précoces l'amènent à tenter une carrière dans la peinture. De 1803 à 1809, il étudie avec le peintre Johan Georg Müller (no), dont l'atelier est alors le plus important de Bergen. Il se met à travailler la peinture pour des décors de théâtre, s'essaie à l'art du portrait et des vues de Bergen et de ses environs. à 
Dahl poursuit ses études à l'Académie de Copenhague de 1811 à 1817, ville dont il peint la campagne environnante. En 1812, il écrit à Lyder Sagen (en), l'un de ses mentors, que Jacob van Ruisdael et Caesar van Everdingen sont parmi les paysagistes qu'il a le plus imités.
Dahl participe à des expositions d'art annuelles à Copenhague à partir de 1812, mais sa vraie percée se produit en 1815, quand il expose pas moins de treize tableaux. Le prince danois Christian Frederik veille à ce que ses œuvres soit achetées pour la collection royale ; il devient aussi un ami et un mécène de l'artiste.
En 1816, Dahl rencontre C.W. Eckersberg et devient son ami.
Après son succès à Copenhague, Dahl devient un artiste indépendant. Toutefois, ses préférences académiques demeurent attachées aux peintures historiques véhiculant des messages moraux, ainsi qu'aux paysages pourtant considérés comme un art bas et, dans certains milieux, même pas comme de l'art du tout mais comme une imitation purement mécanique de la nature. Les seuls paysages pouvant être considérés comme de l'art, selon l'Académie, sont des idéaux, des paysages imaginaires dans les styles pastoral ou héroïque. Conformément à ce goût régnant alors, Dahl tente de donner à ses thèmes danois un certain caractère atmosphérique afin de les élever au-dessus de ce qui est alors considéré comme un niveau artistique purement commercial. En même temps, il conserve intact son désir le plus profond de donner une image plus fidèle de la nature norvégienne. Cette volonté reste en partie motivée par la nostalgie et le patriotisme, mais il s'agit également d'une marque d'adaptation de la sensibilité de l'artiste au goût du public.
En septembre 1818, Dahl se rend à Dresde. Il y rencontre Caspar David Friedrich qui l'aide à s'y établir et devient un ami proche. Un critique écrit : « Friedrich produit alors des paysages minutieusement exécutés - exemples d'un art informé par son éducation protestante stricte et d'une recherche de la volonté divine dans la nature - qui ont été à juste titre célèbres au moment où il fait la connaissance de Dahl. De cette période, nous sommes en mesure de voir ses Deux hommes contemplant la lune (1819) ; tout comme le tableau Greifswald au clair de lune (1816-1817) qui dépeint la ville natale de l'artiste, en Poméranie, sur la côte de la Baltique: baignant dans un même clair de lune. »
De Dresde, Dahl voyage à la campagne pour rechercher des sujets qui pourraient lui être utiles dans les grands travaux qui seraient peints plus tard dans son atelier. Il écrit au prince Christian Frederik en 1818 que « la plupart du temps, [il] représente la nature dans toute sa liberté et sa sauvagerie ». Dahl a assez de matière dans la région de Dresde pour fournir des motifs pour ses peintures, mais il continue à peindre des paysages imaginaires de forêts, de montagnes et de cascades. Par exemple, une peinture intitulée Norsk fjellandskap med elv (Montagnes du paysage norvégien avec un fleuve), achevée en 1819, suscite une grande attention parmi les jeunes artistes. Une autre peinture, représentant une monumentale chute d'eau, est achevée en 1820. La même année, Dahl est accepté à l'Académie de Dresde.
Le prince Christian Frederik écrit à Dahl en 1820 depuis l'Italie et l'invite à le rejoindre sur le golfe de Naples. Dahl, qui fréquente à l'époque une jeune femme nommée Emilie von Bloch, estime qu'il doit accepter l'offre du prince ; il épouse donc Emilie rapidement et se rend en Italie le lendemain. Il y passe finalement dix mois. Ce séjour devient un facteur décisif de son développement artistique. C'est en Italie, avec sa forte lumière méridionale, que l'art de Dahl atteint véritablement son apogée.
Dahl est à Rome en février 1821. Il passe beaucoup de temps à visiter les musées, rencontre des artistes et peint. Parmi les sujets que lui inspire l'Italie, il peint le site de Rome et le golfe de Naples.
En tant que membre de l'académie, Dahl consacre toujours une partie de son temps à la formation de jeunes artistes. En 1824, Caspar David Friedrich le nomme professeur extraordinaire, ce qui lui permet de recevoir un salaire régulier. Parmi ses élèves, figurent Knud Baade, Peder Balke et Thomas Fearnley.
Avec son épouse, Dahl vit à Dresde à partir de 1823. En 1827, Emilie Dahl meurt quand elle accouche de leur quatrième enfant. En 1829, leur second enfant meurt de la scarlatine. En janvier 1830, Dahl épouse son élève Amalie von Bassewitz, mais elle aussi meurt en couches en décembre de la même année. Quelques années plus tard, son plus jeune enfant meurt, laissant Dahl avec deux enfants survivants, Caroline et Siegwald.
Bien que vivant à Dresde, il multiplie les voyages en Norvège, où il se rend en 1826, 1834, 1839, 1844 et 1850, la plupart du temps pour peindre les montagnes. Lors de son dernier voyage en Norvège en 1850, il se découvre vieillissant et très affaibli, bien qu'il s'astreint à continuer de peindre des paysages dans les montagnes. Ce dernier voyage dans son pays natal est toutefois l'occasion pour lui de réaliser plusieurs de ses œuvres parmi les plus saisissantes.
Dahl meurt seul après une brève maladie. Il est enterré le 17 octobre 1857, à Dresde.
En 1902, une statue représentant Dahl, œuvre du sculpteur norvégien Ambrosia Tønnesen (1859-1948), est érigée sur la façade du musée d'art décoratif de Bergen (Vestlandske kunstindustrimuseum, devenu le musée KODE 1 (no)). En 1934, sa dépouille est ramenée en Norvège et enterrée à Bergen dans le cimetière de l'église Saint-Jacob (Sankt Jakob kirke).

## Œuvres notables
| Tableau | Titre traduit                       | Titre original                       | Date | Dimensions  | Technique       | Lieu                                                    | Ville  | Pays       | Notes              |
| ------- | ----------------------------------- | ------------------------------------ | ---- | ----------- | --------------- | ------------------------------------------------------- | ------ | ---------- | ------------------ |
|         | Château de Frederiksborg            | Frederiksborg Slot                   | 1814 |             | Huile sur toile | Galerie nationale d'Oslo                                | Oslo   |            |                    |
|         | Château de Frederiksborg            | Frederiksborg Slot                   | 1817 |             | Huile sur toile | Museum of Art                                           | Dallas |            |                    |
|         | Église d'Avaldsnes                  | Avaldsnes kirke                      | 1820 |             | Huile sur toile |                                                         |        |            |                    |
|         | La Maison royale de Quisisana       |                                      | 1820 | 93 × 136 cm | Huile sur toile | Musée de Capodimonte                                    | Naples | Italie     | Catalogue du Musée |
|         | Dents de Troll                      | Trolltindene                         | 1823 |             | Huile sur toile |                                                         |        |            |                    |
|         | Éruption du Vésuve                  | Vesuvs utbrudd                       | 1826 |             | Huile sur toile | Institut d’art Städel et galerie municipale             |        |            |                    |
|         | Vue de Dresde au clair de lune      | Blick auf Dresden bei Vollmondschein | 1839 |             | Huile sur toile | Musée national de l'art, de l'architecture et du design | Oslo   | Norvège    |                    |
|         | Manoir Frogerne                     | Frogner Hovedgaard                   | 1842 |             | Huile sur toile | Collection privée                                       |        | États-Unis |                    |
|         | Vue de Stalheim                     | Fra Stalheim                         | 1839 |             | Huile sur toile | Galerie nationale                                       | Oslo   | Norvège    |                    |
|         | Port de Copenhague au clair de lune | Københavns Havn i måneskinn          | 1846 |             | Huile sur toile | Musée national de l'art, de l'architecture et du design | Oslo   | Norvège    |                    |
|         | Bouleau dans la tempête             | Birk i storm                         | 1849 | 92 × 72 cm  | Huile sur toile | Bergen Billedgalleri                                    | Bergen | Norvège    |                    |